# Rhopalopterum nudiusculum
Rhopalopterum nudiusculum är en tvåvingeart som först beskrevs av Friedrich Hermann Loew 1863.  Rhopalopterum nudiusculum ingår i släktet Rhopalopterum och familjen fritflugor. Inga underarter finns listade i Catalogue of Life.